# Mentor-on-the-Lake
Mentor-on-the-Lake é uma cidade localizada no estado norte-americano de Ohio, no Condado de Lake.

## Demografia
Segundo o censo norte-americano de 2000, a sua população era de 8127 habitantes.
Em 2006, foi estimada uma população de 8293, um aumento de 166 (2.0%).

## Geografia
De acordo com o United States Census Bureau tem uma área de
4,3 km², dos quais 4,2 km² cobertos por terra e 0,1 km² cobertos por água.

## Localidades na vizinhança
O diagrama seguinte representa as localidades num raio de 8 km ao redor de Mentor-on-the-Lake.